# 41 Andromedae
41 Andromedae (kurz 41 And) ist ein mit dem bloßen Auge gerade noch wahrnehmbarer Stern im nördlichen Sternbild Andromeda. Seine scheinbare Helligkeit beträgt 5,04m. Nach Parallaxen-Messungen der Raumsonde Gaia ist er etwa 198 Lichtjahre von der Erde entfernt. Er hat eine relativ hohe Eigenbewegung, aufgrund derer er 0,171 Bogensekunden pro Jahr entlang der Himmelskugel zieht. Außerdem entfernt er sich mit einer Radialgeschwindigkeit von 9,5 km/s von der Erde.
41 And ist ein Einzelstern, hat also keinen stellaren Begleiter. Er gehört der Spektralklasse A3m an, wobei das Suffix „m“ auf starke Metall-Linien im Spektrum des Sterns hinweist. 41 And besitzt etwa 2,27 Sonnenmassen, 2,4 Sonnendurchmesser (wie sich aus seinem ungefähren Winkeldurchmesser von 0,37 ± 0,02 Millibogensekunden ergibt) sowie 29 Sonnenleuchtkräfte. Seine Oberfläche ist mit einer effektiven Temperatur seiner Photosphäre von circa 8510 Kelvin deutlich heißer jene der Sonne. Mit einer projizierten Rotationsgeschwindigkeit von 84 km/s dreht er sich um seine eigene Achse. Sein Alter wird auf rund 450 Millionen Jahre geschätzt.